# Jocelyn Quivrin
Pour les articles homonymes, voir Beaufils.
Jocelyn Beaufils, dit Jocelyn Quivrin, né le 14 février 1979 à Dijon et mort accidentellement le 16 novembre 2009 à Saint-Cloud, est un acteur français.
D'abord étudiant en cinéma, il entame sa carrière d'acteur au début des années 1990. Il côtoie par la suite de nombreux acteurs français, comme Nathalie Baye, dans L'Enfant des lumières ou Jean Reno dans L'Empire des loups. En 2008, Jocelyn Quivrin obtient le prix Lumière du meilleur espoir masculin pour son rôle dans 99 Francs, aux côtés de Jean Dujardin. Il meurt prématurément le 16 novembre 2009 au volant de son roadster Ariel Atom, dont il perd le contrôle sur l'A13 dans le tunnel de Saint-Cloud.

## Biographie

### Jeunesse
Jocelyn Jean Michel Enguerrand Beaufils est né le 14 février 1979 à Dijon. Son père, Vincent Beaufils, y est alors médecin anesthésiste au SAMU.
Il s'inscrit en option cinéma et audiovisuel au lycée Hector-Berlioz de Vincennes, avant de passer son baccalauréat littéraire et de poursuivre des études de cinéma à la faculté de Nanterre,. Mais il abandonne rapidement les cours pour commencer sa carrière professionnelle. Il fréquente alors l'école de théâtre des Enfants Terribles dirigé par Jean-Bernard Feitussi  durant quelques mois, et suit des stages de formation continue à l'Afdas (Organisme paritaire collecteur agréé pour le spectacle). Malgré tout, il se considérera toujours comme un autodidacte.
Quivrin est le nom de sa mère, qui est d'origine du Nord (où l'expression outre-Quiévrain se rapporte au Quiévrain, rivière et bourg entre la France et la Belgique), son nom d'acteur dans la série Les Compagnons de l'aventure : Lola et les Sardines (1990-1991).

### Carrière

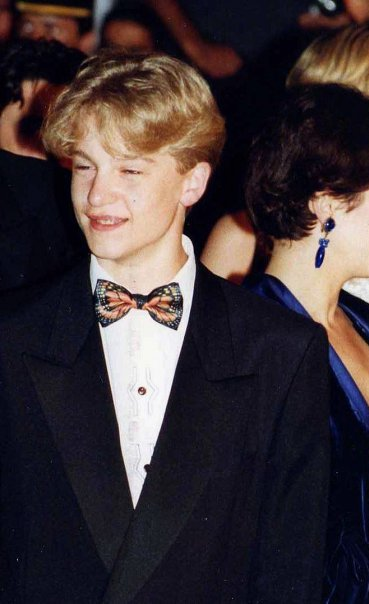
Jocelyn Quivrin lors de la présentation de Louis, enfant roi au festival de Cannes 1993.

Jocelyn Quivrin débute jeune dans le cinéma en interprétant un des rôles principaux, celui du duc d'Anjou, dans Louis, enfant roi de Roger Planchon (1992). Le film est sélectionné au Festival de Cannes en 1993. C'est à cette occasion qu'il rencontre son premier agent. Il fait ensuite des apparitions dans de nombreux films d'époque à costumes dont Lautrec de Roger Planchon ou encore L'Enfant des lumières de Daniel Vigne en 2002, aux côtés de Nathalie Baye. Il joue également le comte de Nansac dans le film de Laurent Boutonnat, Jacquou le croquant, dont l'action prend place au dix-neuvième siècle. Il incarne, en 2007, le jeune Louis XIV dans Jean de la Fontaine, le défi.
Il apparaît dans L'Outremangeur, puis dans Grande École pour obtenir en 2005 un des rôles principaux, celui du détective Nerteaux, dans la grosse production L'Empire des loups aux côtés de Jean Reno. Le film connaît un bon succès commercial et aide la carrière de Quivrin.
À la télévision, il a fait sa première apparition dans le rôle de Babar dans Les Compagnons de l'aventure : Lola et les Sardines, qui met en scène des enfants en vacances au cours des années 1990. C'est en 2001 qu'il acquiert une certaine notoriété auprès du public français, grâce au rôle principal dont il hérite dans Rastignac ou les Ambitieux, une adaptation de l'œuvre d'Honoré de Balzac par Alain Tasma. Son interprétation est remarquée et les médias font son éloge : Le Figaro le dit « flamboyant », tandis que Le Monde lui trouve « beaucoup de séduction ». Il reçoit après ce téléfilm le prix d'interprétation masculine au Festival du film de télévision de Luchon.
Parallèlement à sa carrière cinématographique et télévisuelle, il a également été acteur de théâtre. En 2003, il était Lord Darlington dans L'Éventail de Lady Windermere d'Oscar Wilde, aux côtés des actrices Caroline Cellier et Mélanie Doutey et sous la direction de Tilly. Il est présent au festival d'Avignon en 2008 pour Do you love me, une pièce de Redjep Mitrovitsa.
Deux films dans lesquels il a eu un rôle secondaire, Elizabeth (1998) et Syriana (2005), ont été récompensés par des Oscars du cinéma et ont connu un succès international. Dans 99 francs, l'adaptation par Jan Kounen du roman éponyme de Frédéric Beigbeder, l'acteur interprète son premier rôle comique. Il joue le collègue de Jean Dujardin, publicitaire arrogant et dépressif. Sa prestation est acclamée – « excellent » pour Le Monde – et lui vaut le prix Lumière du meilleur espoir masculin, le prix Patrick-Dewaere et une nomination au César du meilleur espoir masculin en 2008.
Il écrit et réalise en 2006 un court-métrage intitulé Acteur, à la fois anecdotique et représentatif de la vie d'acteur. Le film décrit un entretien entre une réalisatrice et un acteur postulant et traite, selon Quivrin, du «grand écart que l’on doit faire entre sa vie privée et sa vie professionnelle». Le rôle de la réalisatrice, joué par Nathalie Baye, est inspiré de Catherine Breillat, qu'il a rencontrée à plusieurs reprises dans le cadre de castings.
En 2008, il joue avec Sophie Marceau, Christa Theret et Jérémy Kapone dans la comédie LOL, et l'an d'après, dans À l'aventure de Jean-Claude Brisseau et Incognito aux côtés du chanteur Bénabar (qui écrira d'ailleurs une chanson hommage « les mirabelles » dans son album « les bénéfices du doute ») et de l'acteur Franck Dubosc. Les deux derniers films dans lesquels a tourné Jocelyn Quivrin, La Famille Wolberg et Ensemble, c'est trop de Léa Fazer, sortiront en décembre 2009 et en 2010. Avant sa mort, Jocelyn Quivrin travaillait au scénario d'un film inspiré de sa collaboration avec Éric Rohmer, et qui aurait été son premier long métrage en tant que réalisateur. Sa coscénariste Léa Fazer a ensuite tenu à mener le projet à terme : le film, intitulé Maestro, est finalement sorti en 2014.

### Mort
Jocelyn Quivrin meurt le 16 novembre 2009 dans un accident de voiture survenu le 15 novembre. De nuit vers 23 h 15 sur la chaussée mouillée, alors que sa compagne roule plus en avant dans un autre véhicule, il perd le contrôle de son Ariel Atom et percute un mur du tunnel de Saint-Cloud. Les résultats de l'enquête technique ont estimé la vitesse à environ 97 km/h au moment de l'impact. L'analyse sanguine n'a pas été possible.
Ses obsèques se déroulent le 21 novembre 2009 à l'église réformée de l'Étoile, située avenue de la Grande-Armée à Paris, en compagnie des proches et de nombreuses personnalités du cinéma et du spectacle. Jocelyn Quivrin a été incinéré au crématorium du cimetière du Père-Lachaise.

### Vie privée

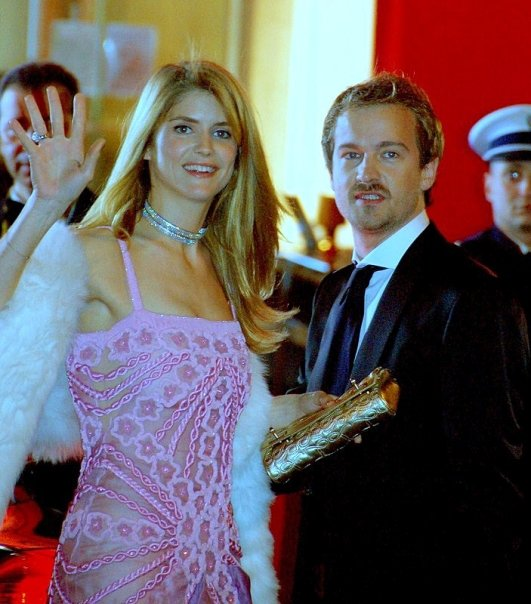
Jocelyn Quivrin en compagnie d'Alice Taglioni à la cérémonie des César 2008.

Jocelyn Quivrin était depuis 2003 le compagnon de l'actrice Alice Taglioni, avec laquelle il a eu un garçon, Charlie, né le 18 mars 2009. Ils s'étaient rencontrés sur le tournage du film Grande École.
Il était fasciné par les voitures de sport, en particulier de la marque Ferrari, une passion qu'il partageait avec sa conjointe Alice Taglioni. Cette passion date de sa première expérience à l'âge de 4 ans, sur le circuit de Dijon-Prenois, à bord d'un bolide conduit par le père d'un ami. Jocelyn s'est offert plusieurs voitures de sport par la suite : une Porsche cabriolet à 20 ans, puis une Dodge Viper, et une Ariel Atom, « formidable pour faire l’idiot avec ses potes ». L'Ariel Atom est quasiment une voiture de circuit dont l'homologation routière est compliquée, aussi l'avait-il immatriculée en Angleterre.

## Filmographie

### Cinéma

#### Longs métrages
- 1993 : Louis, enfant roi de Roger Planchon
- 1995 : Fiesta de Pierre Boutron
- 1995 : Au petit Marguery de Laurent Bénégui
- 1998 : Lautrec de Roger Planchon
- 1998 : Elizabeth de Shekhar Kapur
- 1999 : Peut-être de Cédric Klapisch
- 1999 : Le Prof d'Alexandre Jardin
- 2000 : Sans plomb de Muriel Teodori
- 2001 : Clément d'Emmanuelle Bercot
- 2002 : Féroce de Gilles de Maistre
- 2002 : L'Enfant des lumières de Daniel Vigne
- 2003 : Qui veut devenir une star ? de Patrice Pooyard
- 2003 : Sans elle... (Sem Ela) d'Anna de Palma
- 2003 : L'Outremangeur de Thierry Binisti
- 2004 : Grande École de Robert Salis
- 2004 : Quoi ? L'Éternité d'Étienne Faure : voix
- 2005 : L'Empire des loups de Chris Nahon
- 2005 : Syriana de Stephen Gaghan
- 2006 : Loin des yeux de Philippe Bérenger
- 2007 : Jean de La Fontaine, le défi de Daniel Vigne
- 2007 : Jacquou le Croquant de Laurent Boutonnat
- 2007 : Les Amours d'Astrée et de Céladon d'Éric Rohmer : Lycidas
- 2007 : 99 Francs de Jan Kounen
- 2008 : Cash d'Éric Besnard
- 2008 : Notre univers impitoyable de Léa Fazer
- 2008 : Deux vies plus une d'Idit Cebula
- 2009 : Incognito de Éric Lavaine
- 2009 : LOL de Lisa Azuelos
- 2009 : À l'aventure de Jean-Claude Brisseau
- 2009 : La Famille Wolberg d'Axelle Ropert
- 2009 : Ensemble, c'est trop de Léa Fazer

#### Courts métrages
- 1994 : Option cinéma de Patrick Volson
- 1994 : Crash record de Dominique Champetier
- 1996 : Country Boy de Rafaël Schneider et Sébastien Lafarge
- 1997 : La Leçon de Monsieur Paillasson de Michel Fessler
- 1998 : Noël en famille d'Aruna Villiers et Fabienne Berthaud
- 2000 : C'est Pas Tous les Jours Marrant (renommé Friend Zone) de Christophe Turpin
- 2000 : En solitaire de Stéphane Kazandjian
- 2004 : Le Premier Jour de Luc de Saint-Sernin
- 2005 : L'Ultimatum de Rafaël Schneider et Sébastien Lafarge

### Télévision
- 1990 : Les Compagnons de l'aventure : Lola et les Sardines
- 1992 : Port-Breac'h
- 1995 : L'Instit, épisode 3-01, Vanessa, la petite dormeuse, de Philippe Triboit : Fabien
- 1995 : Clara et son Juge de Joël Santoni
- 1996 : Les Bœuf-carottes, épisode 3
- 1998 : La Façon de le dire de Sébastien Grall
- 1999 : Maigret de Denys Granier-Deferre et Pierre Joassin d'après l'œuvre de Georges Simenon, épisode Maigret chez les riches : Gus Parendon
- 1999 : Navarro
- 2000 : Julie Lescaut (TV), épisode 6 saison 9, Destins croisés d'Alain Wermus : Hervé
- 2001 : Nana d'Édouard Molinaro d'après l'œuvre de Zola
- 2001 : Rastignac ou les Ambitieux d'Alain Tasma d'après l'œuvre d'Honoré de Balzac : Eugène de Rastignac

### Clip
- 1998 : Emma clip musical de Matmatah

### Réalisation
- 2006 : Acteur (court métrage) (également acteur et scénariste)

### Scénario
- 2014 : Maestro, réalisé par Léa Fazer

## Théâtre
- 2003 : L'Éventail de Lady Windermere d'Oscar Wilde, mise en scène de Tilly, au Théâtre du Palais-Royal à Paris

## Distinctions
- Festival du film de télévision de Luchon 2001 : prix d'interprétation masculine pour Rastignac ou les Ambitieux
- Prix Patrick-Dewaere 2008 pour 99 Francs[15]
- Lumières 2008 : Lumière de la révélation masculine pour 99 Francs
- Étoile d’or 2008 : révélation masculine française pour 99 Francs

## Hommages
Bénabar lui dédie la chanson Les Mirabelles dans son album Les Bénéfices du doute, publié en 2011.
10 après sa mort, Jean Dujardin lui rend hommage sur Instagram : "Joce. 10 ans » avec un émoji cœur et le hashtag "15 novembre 2009"